# Joan Besa Esteve
Juan Besa Esteve (Lérida, 25 de septiembre de 1935 – Lérida, 22 de enero de 2019) fue un abogado y político español.
Era hijo de Luis Besa y Cantarell, jefe de las juventudes carlistas de Lérida y concejal por la Comunión Tradicionalista que fue fusilado por el Frente Popular el 27 de noviembre de 1936.
En 1957 se licenció en Derecho por la Universidad de Madrid. Secretario de la Junta Provincial de Beneficencia en 1964, fue destituido de ese cargo por motivos políticos. Fue Presidente del Círculo Cultural Vázquez de Mella de Lérida. También fue jefe de la Agrupación de Estudiantes Tradicionalista de Madrid, donde tuvo una actividad distinguida contra la presencia de Juan Carlos de Borbón en la Universidad Complutense de Madrid. Será uno de los oradores en los encuentros carlistas de Monserrat de 1965 y Montejurra de 1967.
Durante los años 70 trabajó como letrado del Sindicato Vertical en la provincia de Lérida y participó en numerosos actos políticos vinculados al carlismo. En 1967 y 1971 se presentó como candidato a Cortes por el tercio familiar junto con Luis Cierco y Joaquín Arana y Pelegrí. En 1972, a raíz de unas declaraciones, fue sancionado por el Tribunal de Orden Público.
En 1975 fue presidente provincial del Partido Carlista en Lérida, pero en 1976 abandona ese partido por motivos ideológicos e ingresa en Unión Democrática de Cataluña, que más tarde deja por Unión de Centro Democrático. Fue elegido diputado por los Centristas de Cataluña-UCD en las elecciones al Parlamento de Cataluña de 1980 por la circunscripción de Lérida. Ejerció de secretario segundo de la comisión de Reglamento Interior del Parlamento de Cataluña. Fue el único diputado que se abstuvo en la votación de la Ley de Normalización Lingüística de Cataluña. Tras la desaparición de la UCD, acabó la legislatura en el grupo mixto. En 1983 entró en Alianza Popular y, siendo ya Partido Popular, fue candidato en sus listas por Lérida en las elecciones municipales de 2003 y 2007.